# Ruth Beitia
Ruth Beitia Vila (Santander, 1 de abril de 1979) es una deportista, política y profesora universitaria española que compitió en atletismo en la especialidad de salto de altura. Fue la primera atleta española que obtuvo un oro olímpico. Ocupó distintos cargos en el Partido Popular y como diputada en el Parlamento de Cantabria entre los años 2008 y 2019, cuando dejó la política para dedicarse a la docencia universitaria.Es embajadora de la ONG Padres 2.0.

## Biografía
Diplomada en Fisioterapia, es Técnico en Actividades Físicas y Animación Deportiva, así como Monitora de Atletismo. Es profesora de Ciencias de la Actividad Física y el Deporte en la Universidad Europea del Atlántico (Santander).
Desde su retirada del atletismo en 2017, Ruth Beitia ha centrado su carrera en la docencia universitaria. Actualmente, es profesora en el Grado en Ciencias de la Actividad Física y del Deporte en la Universidad Europea del Atlántico en Santader.

## Trayectoria deportiva
Participó en cuatro Juegos Olímpicos de Verano, obteniendo una medalla de oro en Río de Janeiro 2016 y otra de bronce en Londres 2012. Esta última se le concedió en 2021, tras la definitiva descalificación por dopaje de otra atleta. Ganó una medalla en el Campeonato Mundial de Atletismo de 2013, y cuatro medallas en el Campeonato Mundial de Atletismo en Pista Cubierta entre los años 2006 y 2016.
A nivel continental, consiguió tres medallas en el Campeonato Europeo de Atletismo entre los años 2012 y 2016, y siete medallas en el Campeonato Europeo de Atletismo en Pista Cubierta entre los años 2005 y 2017. En 2015 se convirtió en la primera atleta española en ganar la Liga de Diamante, título que revalidó en 2016.
El 18 de octubre de 2017 anunció su retirada, tras sus problemas físicos derivados de la artritis reumatoide que padece. Su mejor marca personal fue de 2,02 m al aire libre y de 2,01 m en pista cubierta. Desde entonces se ha dedicado a la docencia universitaria.
| Juegos Olímpicos                     | Juegos Olímpicos          | Juegos Olímpicos  | Juegos Olímpicos |
| Año                                  | Lugar                     | Medalla           | Competición      |
| ------------------------------------ | ------------------------- | ----------------- | ---------------- |
| 2012                                 | Londres (Reino Unido)     | Medalla de bronce | Salto de altura  |
| 2016                                 | Río de Janeiro (Brasil)   | Medalla de oro    | Salto de altura  |
| Campeonato Mundial                   |                           |                   |                  |
| Año                                  | Lugar                     | Medalla           | Competición      |
| 2013                                 | Moscú (Rusia)             | Medalla de plata  | Salto de altura  |
| Campeonato Mundial en Pista Cubierta |                           |                   |                  |
| Año                                  | Lugar                     | Medalla           | Competición      |
| 2006                                 | Moscú (Rusia)             | Medalla de bronce | Salto de altura  |
| 2010                                 | Doha (Catar)              | Medalla de plata  | Salto de altura  |
| 2014                                 | Sopot (Polonia)           | Medalla de bronce | Salto de altura  |
| 2016                                 | Portland (Estados Unidos) | Medalla de plata  | Salto de altura  |
| Campeonato Europeo                   |                           |                   |                  |
| Año                                  | Lugar                     | Medalla           | Competición      |
| 2012                                 | Helsinki (Finlandia)      | Medalla de oro    | Salto de altura  |
| 2014                                 | Zúrich (Suiza)            | Medalla de oro    | Salto de altura  |
| 2016                                 | Ámsterdam (Países Bajos)  | Medalla de oro    | Salto de altura  |
| Campeonato Europeo en Pista Cubierta |                           |                   |                  |
| Año                                  | Lugar                     | Medalla           | Competición      |
| 2005                                 | Madrid (España)           | Medalla de plata  | Salto de altura  |
| 2007                                 | Birmingham (Reino Unido)  | Medalla de bronce | Salto de altura  |
| 2009                                 | Turín (Italia)            | Medalla de plata  | Salto de altura  |
| 2011                                 | París (Francia)           | Medalla de plata  | Salto de altura  |
| 2013                                 | Gotemburgo (Suecia)       | Medalla de oro    | Salto de altura  |
| 2017                                 | Belgrado (Serbia)         | Medalla de plata  | Salto de altura  |

## Trayectoria política
En octubre de 2008 fue designada miembro del Comité Ejecutivo Regional del Partido Popular de Cantabria por Ignacio Diego. El 16 de junio de 2011 tomó posesión como diputada y fue designada secretaria primera del Parlamento de Cantabria para la VIII legislatura. Tras las elecciones de 2015 volvió a renovar su acta de diputada en el Parlamento de Cantabria para la IX legislatura.
El 13 de septiembre de 2018 se anunció su incorporación a la ejecutiva nacional del Partido Popular de Pablo Casado como secretaria del área de Deportes. El 7 de enero de 2019 la dirección nacional del PP anunció la candidatura de Beitia a la presidencia de Cantabria. Sin embargo, pocos días después, el 22 de enero, anunció su abandono de la política alegando "razones estrictamente personales y familiares".

## Premios y homenajes
En agosto de 2016, pocos días después de su oro olímpico, el pleno del Ayuntamiento de Santander acordó por unanimidad renombrar el Complejo Municipal de La Albericia como Complejo Municipal Ruth Beitia. El 23 de enero de 2017, fue galardonada con el Premio Reina Letizia por sus éxitos en 2015, entre los que se incluye la Liga de Diamante. El 6 de junio de 2017, el centro deportivo municipal gestionado por la marca GO fit en su ciudad natal, Santander, pasó a llamarse GO fit Ruth Beitia. En 2018 recibió el Premio Woman, en su III edición. También en 2018 fue nombrada Cántabra del Año 2017, en la que fue la primera edición de ese premio.

## Condecoraciones
| Distinción                                                      | Año  |
| --------------------------------------------------------------- | ---- |
| Medalla de Plata - Real Orden del Mérito Deportivo              | 2013 |
| Medalla de Oro - Real Orden del Mérito Deportivo                | 2015 |
| Galardón                                                        | Año  |
| Premio Nacional del Deporte «Mejor deportista española del año» | 2015 |